# النظام الانتخابي في سوريا 1973
لا يزال النظام الانتخابي في سوريا والذي أُعتمد في عام 1973 معمولاً به حتى اليوم، يعتمد على الدائرة الكبرى التي هي المحافظة، والتي تُعتبر دائرة انتخابية واحدة. باستثناء حلب التي تُقسم إلى دائرتين، الأولى لمدينة حلب، والثانية لريف حلب. يعتمد هذا النظام على الأغلبية العددية على مستوى الدائرة لحصد جميع المقاعد المخصصة لها.
عدل هذا النظام مرتين تعديلاً طفيفًا. المرة الأولى كانت في عام 1981 حين رفع عدد المقاعد من 186 إلى 195، والمرة الثانية كانت في عام 1990 حين رفع عدد المقاعد من 195 إلى 250 مقعدًا. عدد الأعضاء والمقاعد المخصصة لكل دائرة لا يتم تحديده بموجب القانون، على عكس ما هو معمول به في معظم دول العالم، بل يُترك تقديره لرئيس الجمهورية بمرسوم، ولم يُغير التوزيع منذ عام 1990.
خلال إصلاح قانون الانتخاب في عام 2011، نوقشت أهمية استبدال هذا النظام نظرًا لضعف التمثيلية، إلا أنه تم الحفاظ على أساس الدائرة الكبرى والأغلبية البسيطة، وهو النظام الذي ترفضه معظم دول العالم بوصفه غير تمثيلي.
إلى جانب كونه نظامًا غير تمثيلي، توجد قضية أخرى تتعلق بعدالة توزيع المقاعد على المحافظات. فعلى الرغم من أن المتوسط العام لنسبة الناخبين بالنسبة للمقعد هو حوالي 59 ألف ناخب للمقعد وفقًا لأعداد ناخبي انتخابات 2012، إلا أن هذا المتوسط يختلف بشكل كبير بين المحافظات. ففي دمشق، يبلغ هذا المتوسط 37.8 ألف ناخب فقط للمقعد، وفي طرطوس 51.5 ألف ناخب، بينما يرتفع إلى 71.7 ألف ناخب في الحسكة و69.5 ألف ناخب في ريف حلب. ولا توجد آلية أو ضوابط لتحديد هذه الأعداد سوى مرسوم من رئيس الجمهورية.

## توزيع الدوائر
| الدائرة          | عدد المقاعد | عدد الناخبين (أرقام 2012) | متوسط ناخبين / مقعد | المقاعد الواجب إضافتها / حذفها لتساوي المتوسط |
| ---------------- | ----------- | ------------------------- | ------------------- | --------------------------------------------- |
| محافظة دمشق      | 29          | 1,098,635                 | 37,883              | - 10                                          |
| محافظة ريف دمشق  | 19          | 1,143,979                 | 60,209              | -                                             |
| مدينة حلب        | 20          | 1,200,698                 | 60,034              | -                                             |
| ريف حلب          | 32          | 2,232,867                 | 69,777              | +6                                            |
| محافظة حمص       | 23          | 1,331,556                 | 57,893              | -1                                            |
| محافظة حماة      | 22          | 1,280,051                 | 58,184              | -                                             |
| محافظة إدلب      | 18          | 1,148,384                 | 63,799              | +1                                            |
| محافظة دير الزور | 14          | 973,209                   | 69,514              | +2                                            |
| محافظة الرقة     | 8           | 565,428                   | 70,678              | +2                                            |
| محافظة الحسكة    | 14          | 1,004,585                 | 71,756              | +3                                            |
| محافظة السويداء  | 6           | 339,662                   | 56,610              | -                                             |
| محافظة درعا      | 10          | 633,507                   | 63,350              | +1                                            |
| محافظة القنيطرة  | 5           | 302,790                   | 60,558              | -                                             |
| محافظة اللاذقية  | 17          | 863,180                   | 50,775              | -2                                            |
| محافظة طرطوس     | 13          | 670,113                   | 5,1547              | -2                                            |